# Méandre (fleuve)
Pour les articles homonymes, voir Méandre (homonymie).
Le Méandre (du grec ancien Μαίανδρος / Maíandros) est un fleuve d'Asie Mineure, plus précisément du sud-ouest de la Turquie, se déversant dans la mer Égée. Son nom turc Büyük Menderes, « grand Méandre », le distingue du Caÿstre, appelé Küçük Menderes, « petit Méandre », et du Scamandre, appelé Karamenderes, « Méandre noir ».

## Géographie
Le Méandre est un fleuve de l’antique Carie (Asie Mineure) cité pour la première fois (comme le port de Milet et le mont Mycale) dans un célèbre passage de l’Iliade d’Homère, le Catalogue des Troyens.

### Source
Le Méandre prend sa source non loin de Kelainai (aujourd'hui Dinar dans la province d’Afyonkarahisar) en Phrygie. Il irriguait, par un canal, les jardins de Cyrus, séparant la Lydie de la Carie. Selon plusieurs géographes de l'Antiquité, ses sources auraient été les mêmes que celles du Marsyas ; mais ce point est contredit par Xénophon, qui affirme qu'un palais avait été édifié autour de la source du Marsyas ; pour d'autres, le Méandre était l'exutoire d'un lac du mont Aulocrène. L'historien anglais William Martin Leake résume ces apparentes contradictions en alléguant que le Méandre et le Marsyas étaient les deux épanchements d'un lac du mont Aulocrène surplombant la ville de Kelainai.

### Cours
Les poètes de la Grèce et de la Rome antiques ont célébré les sinuosités du Méandre — ainsi que la beauté de ses cygnes —, d'où le nom de méandre, passé dans le langage commun, donné aux détours des cours d'eau. Son cours a une orientation générale ouest-sud-ouest et longe les monts Messogis ; au sud de Tripolis, il reçoit les eaux du Lycos, de l’Harpase et du Marsyas. Près de Carura, il passe de Phrygie en Carie, où il amorce son cours tortueux à travers la plaine de Méandrie. Puis, il longe les ports antiques d'Antioche du Méandre, de Magnésie du Méandre et celui disparu — à la suite des dépôts alluvionnaires —  de Milet, et se jette dans le golfe d'Icare (un bras de la mer Égée), entre les antiques colonies grecques d’Héraclée (au sud) et de Priène (au nord), face à l'île de Sámos. 

### Affluents
Parmi les affluents du Méandre, les Anciens citaient l'Orgyas, le Marsyas, le Cludrus, le Léthé et le Géson, au nord ; l'Obrimas, le Lycos, l’Harpase et un autre Marsyas au sud.

### Relief
Le Méandre est un fleuve profond et encaissé. En bien des sections, sa profondeur est égale à sa largeur, ce qui le rendait navigable par de petites embarcations. Il déborde fréquemment et dépose des sédiments à plus de 20 ou 30 stades (environ 6 km) de son embouchure : plusieurs petites îles au large de la côte se sont donc retrouvées liées au continent depuis l’Antiquité.

## Mythologie
Le dieu du fleuve était Méandre, l'un des fils d'Océanus et de Téthys.
Pausanias s'est fait l'écho d'une légende sur une connexion souterraine entre le Méandre et l'Asopos phliasien.